# Pareledone charcoti
Pareledone charcoti là một loài bạch tuộc trong họ Octopodidae, đây một loài bạch tuộc ở Nam cực sở hữu máu có màu xanh kỳ lạ, giúp chúng có thể sinh tồn ở điều kiện nhiệt độ dưới 0 °C và cả những mức nhiệt độ cao hơn do sự biến đổi khí hậu toàn cầu. Pareledone charcoti đang sinh trưởng tốt trong môi trường lạnh khắc nghiệt. Biển Nam cực hiện là nơi cư trú của bạch tuộc Pareledone charcoti. Lối sống của Pareledone charcoti, vốn thường quanh quẩn ở các vùng nước nông ấm hơn ở Nam cực.

## Đặc điểm
Bạch tuộc Nam cực Pareledone charcoti máu màu xanh nhất, với lượng haemocyanin trong máu của chúng nhiều hơn ít nhất 40% so với các loài khác và thuộc mức cao nhất từng được ghi nhận từ trước tới nay. Máu của loài bạch tuộc Nam cực Pareledone charcoti có màu dị thường là sự tồn tại của các chất sắc tố màu xanh dương trong máu của chúng, chất sắc tố xanh của bạch tuộc, haemocyanin, nó khiến máu có màu xanh, thay vì màu đỏ. Đây là đặc điểm khiến chúng vượt xa các loài bạch tuộc khác, giúp chúng có thể chịu đựng được nhiệt độ ấm áp hơn ngoài sự lạnh giá.
Haemocyanin của loài động vật chân đầu này cũng được phát hiện vận chuyển oxy giữa các mang và mô ở xa tốt hơn khi nhiệt độ tăng trên ngưỡng đóng băng. Do các thành phần của chất sắc tố cũng như cách oxy được xử lý trong cơ thể, chúng đang trải qua các thay đổi chức năng để cải thiện việc cung cấp oxy cho các mô ở nhiệt độ dưới 0 °C, nó làm nổi bật một phản ứng rất khác biệt so với cá Nam cực, đối với môi trường lạnh ở vùng biển phía nam. Do nguồn cung cấp oxy được cải thiện nhờ haemocyanin, ở các mức nhiệt độ cao hơn, loài bạch tuộc Pareledone charcoti cũng có thể được trang bị những đặc tính sinh lý tốt hơn nhằm đối phó với hiện tượng ấm nóng lên toàn cầu.